# Истчестер — Дайр-авеню (линия Дайр-авеню, Ай-ар-ти)
|   |   |   |   |
| · | · | · | · |

|   |   |   |   |
| · | · | · | · |

«Истчестер — Дайр-авеню» (англ. Eastchester–Dyre Avenue) — станция Нью-Йоркского метрополитена, расположенная на линии Дайр-авеню, Ай-ар-ти.  На станции останавливается маршрут 5 (круглосуточно). Станция является северной конечной для него. Оба пути заканчиваются тупиками: поезд приходит на любой из путей и отправляется обратно. Она представлена одной островной платформой, обслуживающей два пути.
Станция была открыта 29 мая 1912 года, на линии ж/д компании NYW&B, для локальных пригородных поездов, которые направлялись до Порт-Честера. Экспрессы проходили без остановки через эту станцию, до Уайт-Плейнса. Компания перестала действовать в 1937 году, и станция была закрыта. Позже в 1941 городской транспортный оператор города Нью-Йорка выкупил данный участок линии и сделал частью системы метро.
Когда линия вошла в состав метрополитена, эта станция была преобразована в конечную: из четырёх путей, проходивших через неё, были сохранены только 2-й и 4-й, считая с запада на восток (бывший экспресс-путь южного направления и бывший локальный северного). Два остальных пути были демонтированы, как и две боковых платформы; островная платформа была построена между оставшимися путями.